# آرماندو دل دیبیو
آرماندو دل دیبیو (به پرتغالی: Armando Del Debbio) مدافع اهل برزیل است که در شهر سانتوس و در تاریخ ۲ نوامبر ۱۹۰۴ به دنیا آمده‌است.
آرماندو دل دیبیو در تیم‌های فوتبال São Bento سابقهٔ حضور دارد.